# Bruchstedt
Bruchstedt est une commune allemande de l'arrondissement d'Unstrut-Hainich, Land de Thuringe.

## Géographie
| Blankenburg    | Mittelsömmern |               |
| Kirchheilingen | Bruchstedt    | Haussömmern   |
| Tottleben      | Urleben       | Bad Tennstedt |

## Histoire
Bruchstedt est mentionné pour la première fois au IXe siècle dans un répertoire des biens de l'abbaye d'Hersfeld sous le nom de Brutstede.
Dans la nuit du 23 au 24 mai 1950, une crue soudaine due à un orage cause la mort de huit habitants.

## Source, notes et références
- (de) Cet article est partiellement ou en totalité issu de l’article de Wikipédia en allemand intitulé « Bruchstedt » (voir la liste des auteurs).